# Hannes Jón Jónsson
Hannes Jón Jónsson (* 23. Februar 1980 in Reykjavík) ist ein isländischer Handballtrainer und ehemaliger Handballspieler. Seine Spielposition war Rückraum Mitte.
Hannes Jón Jónsson spielte von 1997 bis 2002 für Valur Reykjavík, ehe er im November 2002 zu Naranco Oviedo, in die zweite spanische Liga, wechselte.  2003 wurde er von Íþróttafélag Reykjavíkur (kurz ÍR) unter Vertrag genommen. Im Jahr 2005 unterzeichnete er einen Vertrag beim dänischen Verein Ajax København. Nachdem Ajax in finanzielle Schwierigkeiten geraten war, schloss er sich im Februar 2007 dem norwegischen Verein Elverum Håndball an. Im Sommer des gleichen Jahres wechselte er zu Fredericia HK nach Dänemark. Im Jahr 2008 schloss sich der Rückraumspieler der TSV Hannover-Burgdorf an, mit der er 2009 in die Bundesliga aufstieg. Ab der Saison 2012/13 stand Hannes Jón Jónsson beim Zweitligisten ThSV Eisenach unter Vertrag. Zum Ende der Saison 2012/2013 wurde Jónsson zum Spieler der Saison gewählt. Im Sommer 2015 wechselte Hannes Jón Jónsson zum österreichischen Erstligisten SG Handball West Wien, wo er als Spielertrainer tätig war, ehe er sich ab 2016 ausschließlich der Tätigkeit als Trainer widmete. Bis Januar 2019 trainierte er die SG Handball West Wien. Einen Monat später übernahm er das Traineramt vom deutschen Bundesligisten SG BBM Bietigheim. Im Sommer 2019 trat er mit Bietigheim den Gang in die Zweitklassigkeit an. Im März 2021 beendete er seine Tätigkeit bei der SG BBM Bietigheim. Im Sommer 2021 wechselte er zum österreichischen Erstligisten Alpla HC Hard.
Hannes Jón Jónsson bestritt 36 Länderspiele für die isländische Nationalmannschaft, in denen er 43 Tore warf. Mit Island nahm er an der Handball-Europameisterschaft 2008 teil.
Im Oktober 2012 wurden bei Hannes Jón Jónsson bösartige Tumoren in der Blase diagnostiziert, die am 19. Oktober 2012 operativ entfernt wurden. Jónsson ist verheiratet und Vater zweier Kinder.